# Hasse Aro
Hasse Aro (egentligen Hans-Göran Aro), född 8 september 1957 i Södertälje, är en svensk TV-producent och programledare.
Aro är framförallt känd som programledare för TV-programmet Efterlyst.

## Biografi

### Uppväxt
Aro föddes i Södertälje som son till till finska invandrare, vilka arbetade på fabrik i Sverige när de träffades. Familjen flyttade till Tumba när han var tre år gammal, där han växte upp. Som barn ville han bli journalist eller arbeta inom resebranschen.

### Utbildning och karriär
Aro avlade journalistexamen vid Stockholms universitet 1980. Aro avlade sedermera även examen i nationalekonomi (1982) och i ekonomisk journalistik (1983). Han började som reporter på lokalradion i Västmanland och fortsatte sedan till lokalradion i Stockholm, där han bland annat ledde Stockholm direkt med Lennart Modig. Han inledde sin programledarkarriär i TV med Trekvart (SVT, 1989–1990), och har sedan dess varit programledare för Dagar som skakade Sverige, Prestanda, Folkhemmet och Rosa Bandet-galan (samtliga på TV3), samt lett nyhetsprogram och valbevakningar.
Aro har producerat flera TV-program, bland annat Expedition Robinson, Diskutabelt, Ikväll, Villa Medusa och Lotta.
År 2014 lämnade Aro produktionsbolaget Strix och senare även programledarskapet för Efterlyst. Samma år programledde han UR:s dokumentärserie om TV-historia, Programmen som förändrade TV.
Hasse Aro ledde programmet Brottsplats Sverige i TV4 under två säsonger mellan 2015 och 2016, varefter programmet lades ner.
Våren 2018 lämnade Aro TV4 för att gå tillbaka till TV3. Han leder återigen programmet Efterlyst som hade nypremiär hösten 2018.
Aro leder också podden Fallen jag aldrig glömmer, som prisades på Radioakademins Guldöra-gala 2019 och 2024. 

## Filmografi

### Film
- 1992 – Nordexpressen (film). Som nyhetsreporter
- 1995 – En på miljonen (film). Cameo som programledare för Efterlyst
- 1998 – Dagar som skakade Sverige
- 2009 – Beck – Levande begravd
- 2010 – Kommissarie Späck (film)
- 2018 – Stockholmspolisen (TV-serie). Som berättarröst

### TV-serier
- 1997 – Prestanda (TV-serie)
- 1997 – Vita lögner (TV-serie)
- 2002 – Olivia Twist (miniserie)
- 2017 – Enkelstöten (TV-serie)
- 2018 – Stockholmspolisen (TV-serie). Som berättarröst

### TV-producent
- 1989 – Diskutabelt (TV-serie)
- 1990 – Ikväll (TV-serie)
- 1997 – Lotta (TV-serie)
- 1999 – Villa Medusa (TV-serie)
- 2000–2006 – Expedition Robinson (TV-serie)

## Utmärkelser
Hasse Aro vann TV-priset Kristallen för årets manliga programledare 2005 och 2007 samt som producent för Expedition Robinson 2005. 2011 blev han utsedd till "Årets säkerhetsperson" av tidningen Skydd & säkerhet. Hasse Aro var en av deltagarna i den fjärde säsongen av Let's Dance 2009.
På Kristallengalan 2013 fick programledarna Sanna Lundell och Hasse Aro ta emot Kristallen för årets fakta- och aktualitetsprogram Stalkers.
Åren 2019 och 2024 erhöll han Guldörat från Radioakademin för sin podcast "Fallen jag aldrig glömmer" i kategorin Årets programledare.